# جيفري تايلور
جيفري تايلور (بالسويدية: Jeffery Taylor)‏ مواليد 23 مايو 1989، هو لاعب كرة سلة سويدي يلعب مع فريق ريال مدريد بالونكيستو في الدوري الإسباني لكرة السلة ويحمل الرقم 44. يبلغ طوله 6 قدم 7 بوصة (2.0 م).

## فرق لعب لها
- شارلوت هورنتس

## روابط خارجية
- جيفري تايلور على موقع الاتحاد الدولي لكرة السلة (الإنجليزية)
- جيفري تايلور على موقع الدوري الأوروبي لكرة السلة (الإنجليزية)
- جيفري تايلور على موقع إن بي أي (الإنجليزية)
- جيفري تايلور على موقع سبورتس رفرنس (الإنجليزية)
- جيفري تايلور على موقع الدوري الإسباني لكرة السلة (الإسبانية)
- جيفري تايلور على موقع كرة السلة الأوروبية.كوم (الإنجليزية)
- جيفري تايلور على موقع DraftExpress.com (الإنجليزية)
- جيفري تايلور على موقع إي إس بي إن.كوم (الإنجليزية)
- جيفري تايلور على موقع كلية كرة السلة في سبورتس رفرنس.كوم (الإنجليزية)
- جيفري تايلور على موقع ريلجم (الإنجليزية)